# 沉默的遊行
《沉默的遊行》是日本作家東野圭吾的長篇推理小說集，也是「伽利略系列」的第九本小說。2018年10月11日由文藝春秋發行單行本。

## 劇情大綱
居酒屋「並木屋」的活招牌佐織某日離家後失蹤，直到四年後才被人發現其遺體出現在一間燒毀的破屋內。
蓮沼寬一是警方的重點懷疑對象，生性狡猾的他曾涉及另一起罪案，但卻成功的獲判無罪。利用相似手法成功擺脫這次的嫌疑後，蓮沼開始要求佐織的家人必須賠償，這讓他瞬間成了街坊鄰居的眼中釘。
無計可施的刑警草薙只能找上老朋友、天才物理學家湯川學求助，但一向理性的湯川卻在之後成了並木屋的常客，還和佐織的妹妹約定好一起去看秋季遊行。
而在遊行當日，蓮沼被人發現遭到殺害身亡，而對蓮沼懷恨在心的人們卻都擁有不在場證明……

## 出版書籍
| 书名                | 出版社                  | 译者             | 發售日期                                          | ISBN                                        |
| ------------------- | ----------------------- | ---------------- | ------------------------------------------------- | ------------------------------------------- |
| 沈黙のパレード      | 文藝春秋                | 不適用           | 2018年10月11日(单行本) 2021年9月1日（文库版）     | ISBN 978-416-390871-7 ISBN 978-416-791745-6 |
| 沉默的游行          | 皇冠出版社              | 王蘊潔           | 2019年7月29日 2022年9月12日（電影書腰限量珍藏版） | ISBN 978-957-333454-5                       |
| 沉默的巡游          | 南海出版公司&新经典文库 | 边大玉           | 2020年5月                                         | ISBN 978-754-428066-2                       |
| พาเหรดแห่งความเงียบงัน | ไดฟุกุ-ลีท                 | บัณฑิต ประดิษฐานุวงษ์ | 2019年9月                                         | ISBN 978-616-448022-3                       |

## 電影
伽利略系列改編的富士電視台電視劇《神探伽利略》的第三部電影化作品，電影定於2022年9月16日在日本上映。

### 主演
- 湯川學：福山雅治[1]
- 內海薫：柴崎幸[1]
- 草薙俊平：北村一輝[1]
- 並木祐太郎：飯尾和樹[5]
- 並木真智子：戶田菜穗[5]
- 並木佐織：川床明日香[6]
- 並木夏美：出口夏希[6]
- 戶島修作：田口浩正[5]
- 高垣智也：岡山天音[5]
- 蓮沼寬一：村上淳[5]
- 增村榮治：酒向芳[5]
- 宮澤麻耶：吉田羊[5]
- 新倉留美：檀麗[5]
- 新倉直紀：椎名桔平[5]

### 製作人員
- 原作：東野圭吾《沉默的遊行》（文藝春秋刊）
- 劇本：福田靖
- 配樂：菅野祐悟、福山雅治
- 主題曲：KOH+（Amuse／UNIVERSAL J）
- 製作：大多亮、荒木宏幸、中部嘉人
- 總監製：臼井裕詞
- 製作人：鈴木吉弘、大澤惠、山邊博文
- 導演：西谷弘
- 發行：東寶
- 製作：富士電視台、Amuse、文藝春秋、FNS27社

## 外部連結
- 電影官方網站（日語）
- 沉默的遊行的X（前Twitter）（日語）
- 沉默的遊行的Instagram帳戶（日語）
- 豆瓣电影上《沉默的遊行》的資料 （简体中文）（日語）
- 在Netflix上觀看《破案天才伽利略: 沉默的遊行》